# نصیب اصغر
نُصَیْبِ اصغر (؟ -۷۹۱م) غلام خلیفهٔ عباسی، مهدی و شاعر عرب‌زبان عربستانی حبشی‌اصل در سدهٔ دوم هجری بود.

## زندگی
دربارهٔ خاستگاه او در متون عربی، «برده‌ای سیاهپوست زنجی از حبشی‌های زنج» نوشته‌اند. در بادیه یمامه پرورش یافت، خلیفه مهدی او را خرید. هنگامی که او شعر نصیب را شنید، تحت تأثیرش قرار می‌گرفت و به او کنیهٔ «ابوالجحناء» داد. سپس نصیب با زنی به نام «جعفره» ازدواج نمود و دختر خود را «جحناء» نام نهاد. بیشترین اشعار نصیب در مدح خلیفه مهدی بود. همچنین برمکیان و هارون‌الرشید را مدح نمود.

مهدی یک بار نصیب را برای خرید شترانی کارآمد با بیست هزار دینار به یمن فرستاد و نامه‌ای به کارگزار یمن، در این باره نگاشت. اما نُصیب، مال را در راه خوراک، شراب و سرگرمی و خریدن کنیزان تلف نمود. مدتی طولانی در یمن دستگیر و زندانی شد. سپس او را زنجیربسته تا بغداد بردند. مهدی او را بخشید و آزاد نمود. در زمان هارون‌الرشید، نصیب والی برخی سرزمین‌های شام شد و بسیار از این راه ثروت اندوخت. درگذشت او احتمالاً پیش از ۱۷۵ق/۷۹۱م بوده‌است.
شعر نصیب به اسلوب قدیم عربی بوده‌است، اما برخی واژگان آن سهل الترکیب و فصیح است. هجو نیز سرود تا حدّی که او را «ملعونِ هجوگو» نامیدند.